# Kote (armatura)
I Kote (籠手) erano dei manicotti corazzati che, nell'armatura giapponese, garantivano al guerriero (bushi) la protezione completa dell'arto superiore. Realizzati in stoffa o maglia di ferro (kusari) sulla quale venivano aggiunte lamine/scaglie di ferro e/o cuoio, venivano calzati a parte rispetto alla corazza vera e propria (il dō) e bloccati tramite un sistema di lacci sulle spalle. A maggior protezione dell'omero, il guerriero nipponico indossava poi gli spallacci sode.

Insieme alla scarsella haidate ed agli schinieri suneate, i kote componevano il sangu dell'armatura
Più che alle componenti protettive dell'arto superiore dell'armatura a piastre europea (rerebrace, cubitiera, vambrace e guanto d'arme), i kote presentano una certa similitudine con la lorica manica in uso durante l'Impero romano.